# ノンストップ!
『ノンストップ!』（英語: NON STOP!）は、フジテレビ系列（一部系列局を除く）で2012年4月2日から毎週平日（月曜日から金曜日）の午前に生放送されている生活情報番組である。2024年4月1日より毎週月曜日から金曜日 9:50 - 11:30（JST）に放送されている。

## 概要
同枠で2012年3月30日まで放送されていた情報番組『知りたがり!』がフジテレビの午後のワイドショーの復活により14:00からの放送になったのに合わせ、午前中の新たな情報番組としてスタートした。
第1回2012年4月2日放送の出演者はMCの設楽統（バナナマン）、山﨑夕貴（フジテレビアナウンサー）のほか、宮迫博之（元雨上がり決死隊）、千秋、井戸田潤（スピードワゴン）、小倉智昭（冒頭のみ）、佐野瑞樹（フジテレビアナウンサー）、中村光宏（フジテレビアナウンサー）が出演していた。
第4回2012年4月5日放送からマガジンハンターとしてハリー杉山がレギュラー出演を開始した。
バナナマンの設楽統は情報系番組の司会に初挑戦となった。これについてフジテレビプロデューサーの中村百合子（現：編成制作局編成部長）は「設楽さんが司会をする情報番組を見てみたいという気持ちで今回オファーさせていただきました」と話している。番組中にはFAX・メール・Twitterでテーマに沿ったメッセージや質問を募集し、随時画面下に表示していく。
9:55 - 11:30で放送されたが、2013年4月1日より紀行番組『国分太一のおさんぽジャパン』の開始に伴い、フジテレビでの放送時間が5分繰り上がり、9:50 - 11:25に放送に変更された。これに伴いフジテレビ以外のネット局における飛び降りポイントは5分繰り上げの11:20となった。これに伴い、前座番組『情報プレゼンター とくダネ!』→『めざまし8』→『サン!シャイン』は9:50までの放送となる。
2013年9月30日放送分よりリアルタイム字幕放送を開始。
2016年2月25日、放送1000回を迎えた。それを記念して本番組をネットしている放送局が厳選した名産品をプレゼントする企画が行われた。
2018年2月8日、放送1500回を迎えた。当日の出演者、吉村崇（平成ノブシコブシ）、大久保佳代子、風見しんご、渡辺和洋（フジテレビアナウンサー）と共にくす玉を割り祝った。コーナー「タブロイド」の中では「きょうで放送1500回!感謝を込めて名!?場面集」と題し、第1回からの名場面集を放送した。その一方で、番組開始からMCを務めてきた山崎が同年4月より『とくダネ!』のサブ司会に異動するため、同年3月30日をもって卒業。同年4月からは、山崎の後輩アナウンサーで、当番組のコーナーを担当している三上真奈がMCに就任した。
2019年1月4日、全編事前収録のロケ企画「ノンストップ!特別編 新春ミステリーSPナゾの家を訪ねました」を放送した。また当日は新春特番扱いで通常時非ネットのテレビ宮崎も臨時でネット受けした。
2021年3月8日、生活情報番組『ごきげんライフスタイル よ〜いドン!』（関西テレビ）とのコラボレーション企画として、当番組との二元生中継をオープニングからおよそ15分間実施。前日開催の『R-1グランプリ2021』で優勝したゆりやんレトリィバァが、『よ～いドン!』のスタジオにゲストで出演した。詳細は#ネット局を参照。
2022年1月19日、放送2500回を迎えた。
2024年4月改編で終了時間が再び11時30分に戻る。

### 視聴率
時間帯1位となることが多かった。2014年においては、初めて民放同時間帯横並びで年間トップになった。
2016年12月からしばらく3%台の回も現れるなど低迷傾向にあるとの記事も出ていたが、2018年2月以降は再び上昇傾向にある。2018年10月現在は『ひるおび!』に次いで民放2位になることが多い。

## 出演者

### 現在の出演者
- ★はフジテレビアナウンサー。
- ○は隔週出演。
- この他にもゲストとしてタレント・文化人・専門家などが出演する。

| 月曜日                                           | 火曜日                                                    | 水曜日                                                                | 木曜日                                                                     | 金曜日              |
| MC                                               | MC                                                        | MC                                                                    | MC                                                                         | MC                  |
| ------------------------------------------------ | --------------------------------------------------------- | --------------------------------------------------------------------- | -------------------------------------------------------------------------- | ------------------- |
| 設楽統（バナナマン） 三上真奈★                   |                                                           |                                                                       |                                                                            |                     |
| プレゼンター                                     |                                                           |                                                                       |                                                                            |                     |
| 倉田大誠★                                        | 谷岡慎一★                                                 | 中村光宏★                                                             | 谷岡慎一★                                                                  | 倉田大誠★           |
| コーナー進行                                     |                                                           |                                                                       |                                                                            |                     |
| ハリー杉山 杉原千尋★                             | ハリー杉山 杉原千尋★                                      | ハリー杉山 杉原千尋★                                                  | ハリー杉山 杉原千尋★                                                       | （不在）            |
| （不在）                                         | 笠原将弘                                                  | 松村未央★                                                             | （不在）                                                                   | 七五三掛龍也        |
| サロンマネージャー                               |                                                           |                                                                       |                                                                            |                     |
| ヒデ 神崎ゆう子 サヘル・ローズ 大島由香里        |                                                           |                                                                       |                                                                            |                     |
| 曜日レギュラー（ゲスト）                         |                                                           |                                                                       |                                                                            |                     |
| 坂下千里子 陣内智則○ 井戸田潤（スピードワゴン）○ | リンゴ（ハイヒール）○ 横澤夏子○ 小籔千豊○ 渡辺隆（錦鯉）○ | 角田晃広（東京03）○ 虻川美穂子（北陽）○ ユージ○ 江上敬子（ニッチェ）○ | 大久保佳代子（オアシズ） 吉村崇（平成ノブシコブシ）○ 深澤辰哉（Snow Man）○ | カンニング竹山 千秋 |
| コーナーレギュラー                               |                                                           |                                                                       |                                                                            |                     |
| （不在）                                         | （不在）                                                  | （不在）                                                              | 飯尾和樹（ずん）                                                           | 三木哲男            |

### 過去の出演者
| 期間      | 期間      | MC     | MC       | プレゼンター      | プレゼンター      | プレゼンター      | プレゼンター        | プレゼンター        |
| 期間      | 期間      | 男性   | 女性     | 月                | 火                | 水                | 木                  | 金                  |
| --------- | --------- | ------ | -------- | ----------------- | ----------------- | ----------------- | ------------------- | ------------------- |
| 2012.4.2  | 2012.10.5 | 設楽統 | 山﨑夕貴 | 佐野瑞樹 中村光宏 | 佐野瑞樹 生田竜聖 | 佐野瑞樹 立本信吾 | 西山喜久恵 生田竜聖 | 西山喜久恵 倉田大誠 |
| 2012.10.8 | 2013.3.29 | 設楽統 | 山﨑夕貴 | 佐野瑞樹 中村光宏 | 佐野瑞樹 谷岡慎一 | 佐野瑞樹 立本信吾 | 西山喜久恵 生田竜聖 | 西山喜久恵 倉田大誠 |
| 2013.4.1  | 2016.9.30 | 設楽統 | 山﨑夕貴 | 佐野瑞樹          | 佐野瑞樹          | 渡辺和洋          | 渡辺和洋            | 渡辺和洋            |
| 2016.10.3 | 2018.3.30 | 設楽統 | 山﨑夕貴 | 渡辺和洋          | 渡辺和洋          | 渡辺和洋          | 渡辺和洋            | 渡辺和洋            |
| 2018.4.2  | 2018.9.28 | 設楽統 | 三上真奈 | 渡辺和洋          | 渡辺和洋          | 渡辺和洋          | 渡辺和洋            | 渡辺和洋            |
| 2018.10.1 | 2020.9.25 | 設楽統 | 三上真奈 | 渡辺和洋          | 渡辺和洋          | 谷岡慎一          | 谷岡慎一            | 渡辺和洋            |
| 2020.9.28 | 2025.3.28 | 設楽統 | 三上真奈 | 渡辺和洋          | 谷岡慎一          | 中村光宏          | 谷岡慎一            | 渡辺和洋            |
| 2025.3.31 | 現在      | 設楽統 | 三上真奈 | 倉田大誠          | 谷岡慎一          | 中村光宏          | 谷岡慎一            | 倉田大誠            |

| 期間      | 期間      | コーナー進行                                    | コーナー進行        | コーナー進行 | コーナー進行        | コーナー進行        | コーナー進行 | コーナー進行        | コーナー進行      | コーナー進行 | コーナー進行 |
| 期間      | 期間      | 男性                                            | 男性                | 男性         | 男性                | 男性                | 女性         | 女性                | 女性              | 女性         | 女性         |
| 期間      | 期間      | 月                                              | 火                  | 水           | 木                  | 金                  | 月           | 火                  | 水                | 木           | 金           |
| --------- | --------- | ----------------------------------------------- | ------------------- | ------------ | ------------------- | ------------------- | ------------ | ------------------- | ----------------- | ------------ | ------------ |
| 2012.4.2  | 2013.3.29 | 川端健嗣                                        | （不在）            | （不在）     | 小島弘章            | 坂本昌行            | 若林三枝子   | 松村未央            | 松村未央          | （不在）     | （不在）     |
| 2013.4.1  | 2015.3.27 | ベリッシモ・ フランチェスコ 谷岡慎一 ハリー杉山 | ハリー杉山          | ハリー杉山   | 小島弘章 ハリー杉山 | 坂本昌行 ハリー杉山 | （不在）     | 中村仁美            | 中村仁美          | （不在）     | （不在）     |
| 2015.3.30 | 2015.7.31 | ハリー杉山                                      | ハリー杉山          | ハリー杉山   | 小島弘章 ハリー杉山 | 坂本昌行 ハリー杉山 | 中村仁美     | 中村仁美            | 中村仁美          | （不在）     | （不在）     |
| 2015.8.3  | 2016.9.30 | ハリー杉山                                      | 笠原将弘 ハリー杉山 | ハリー杉山   | 小島弘章 ハリー杉山 | 坂本昌行 ハリー杉山 | 三上真奈     | 三上真奈            | 戸部洋子          | （不在）     | （不在）     |
| 2016.10.3 | 2017.7.7  | ハリー杉山                                      | 笠原将弘 ハリー杉山 | ハリー杉山   | 小島弘章 ハリー杉山 | 坂本昌行 ハリー杉山 | 三上真奈     | 三上真奈            | 中村仁美          | （不在）     | （不在）     |
| 2017.7.10 | 2018.3.30 | ハリー杉山                                      | 笠原将弘 ハリー杉山 | ハリー杉山   | 小島弘章 ハリー杉山 | 坂本昌行 ハリー杉山 | 三上真奈     | 松村未央            | 三上真奈          | （不在）     | （不在）     |
| 2018.4.2  | 2018.9.21 | ハリー杉山                                      | 笠原将弘 ハリー杉山 | ハリー杉山   | ハリー杉山          | 坂本昌行 ハリー杉山 | （不在）     | 松村未央            | 宮澤智            | （不在）     | （不在）     |
| 2018.9.24 | 2018.9.28 | ハリー杉山                                      | 笠原将弘 ハリー杉山 | ハリー杉山   | ハリー杉山          | 坂本昌行 ハリー杉山 | （不在）     | 宮澤智              | 宮澤智            | （不在）     | （不在）     |
| 2018.10.1 | 2019.3.29 | ハリー杉山                                      | 笠原将弘 ハリー杉山 | ハリー杉山   | ハリー杉山          | 坂本昌行 ハリー杉山 | （不在）     | 宮澤智              | 宮澤智            | 杉原千尋     | （不在）     |
| 2019.4.1  | 2020.9.25 | ハリー杉山                                      | 笠原将弘 ハリー杉山 | ハリー杉山   | ハリー杉山          | 坂本昌行 ハリー杉山 | （不在）     | 久代萌美            | 久代萌美          | 杉原千尋     | （不在）     |
| 2020.9.28 | 2021.7.30 | 笠原将弘 ハリー杉山                             | ハリー杉山          | ハリー杉山   | ハリー杉山          | 坂本昌行            | 杉原千尋     | 杉原千尋            | 杉原千尋 久代萌美 | 杉原千尋     | （不在）     |
| 2021.8.2  | 2022.4.1  | 笠原将弘 ハリー杉山                             | ハリー杉山          | ハリー杉山   | ハリー杉山          | 坂本昌行            | 杉原千尋     | 杉原千尋            | 杉原千尋 宮澤智   | 杉原千尋     | （不在）     |
| 2022.4.4  | 2023.3.31 | 笠原将弘 ハリー杉山                             | ハリー杉山          | ハリー杉山   | ハリー杉山          | 坂本昌行            | 杉原千尋     | 杉原千尋 小室瑛莉子 | 杉原千尋 宮澤智   | 杉原千尋     | （不在）     |
| 2023.4.3  | 2023.6.16 | 笠原将弘 ハリー杉山                             | ハリー杉山          | ハリー杉山   | ハリー杉山          | 中山優馬            | 杉原千尋     | 杉原千尋            | 杉原千尋 宮澤智   | 杉原千尋     | （不在）     |
| 2023.6.19 | 2025.3.28 | 笠原将弘 ハリー杉山                             | ハリー杉山          | ハリー杉山   | ハリー杉山          | 中山優馬            | 杉原千尋     | 杉原千尋            | 杉原千尋 松村未央 | 杉原千尋     | （不在）     |
| 2025.3.31 | 現在      | 笠原将弘 ハリー杉山                             | ハリー杉山          | ハリー杉山   | ハリー杉山          | 七五三掛龍也        | 杉原千尋     | 杉原千尋            | 杉原千尋 松村未央 | 杉原千尋     | （不在）     |

| 期間      | 期間       | マガジン・ハンター → タブロイド・ハンター | マガジン・ハンター → タブロイド・ハンター | マガジン・ハンター → タブロイド・ハンター | マガジン・ハンター → タブロイド・ハンター | マガジン・ハンター → タブロイド・ハンター |
| 期間      | 期間       | 月                                        | 火                                        | 水                                        | 木                                        | 金                                        |
| --------- | ---------- | ----------------------------------------- | ----------------------------------------- | ----------------------------------------- | ----------------------------------------- | ----------------------------------------- |
| 2012.4.2  | 2012.7.27  | ジョナサン・シガー                        | ジョナサン・シガー                        | ジョナサン・シガー                        | ハリー杉山                                | ハリー杉山                                |
| 2012.7.30 | 2012.12.28 | ジョナサン・シガー                        | ジョナサン・シガー                        | ジョナサン・シガー                        | ジョナサン・シガー                        | ハリー杉山                                |
| 2013.1.7  | 2013.3.29  | ジョナサン・シガー                        | ジョナサン・シガー                        | ハリー杉山                                | ハリー杉山                                | （不在）                                  |
| 2013.4.1  | 2016.9.30  | 谷岡慎一                                  | 倉田大誠                                  | 倉田大誠                                  | 谷岡慎一                                  | （不在）                                  |
| 2016.10.3 | 2018.9.28  | 生田竜聖                                  | 生田竜聖                                  | 谷岡慎一                                  | 谷岡慎一                                  | （不在）                                  |
| 2018.10.1 | 2019.3.29  | 生田竜聖                                  | 上中勇樹                                  | 中村光宏                                  | 黒瀬翔生                                  | （不在）                                  |
| 2019.4.1  | 2020.3.27  | 大村晟                                    | 上中勇樹                                  | 中村光宏                                  | 黒瀬翔生                                  | （不在）                                  |
| 2020.3.30 | 2020.9.25  | 黒瀬翔生                                  | 上中勇樹                                  | 中村光宏                                  | 大村晟                                    | （不在）                                  |
| 2020.9.28 | 現在       | （不在）                                  | （不在）                                  | （不在）                                  | （不在）                                  | （不在）                                  |

### その他の過去の出演者

#### 曜日レギュラー（ゲスト）
- 金子哲雄（故人、流通ジャーナリスト）
- 鈴木おさむ
- 小島慶子
- 大神いずみ
- 大鶴義丹
- 杉村太蔵
- 児嶋一哉（アンジャッシュ）
- えなりかずき
- 藤本敏史（FUJIWARA）
- 白鳥久美子（たんぽぽ）
- 山路徹
- 近藤春菜（ハリセンボン）
- 坂上忍（バイキングMOREメーンキャスター※2022年4月まで）
- 神田うの
- 博多大吉（博多華丸・大吉）
- 千原せいじ（千原兄弟）
- 兵動大樹（矢野・兵動）
- 風見しんご（2012年4月4日 - 2022年3月23日、隔週火曜→木曜→水曜）
- LiLiCo（2012年4月 - 2022年3月30日、隔週火曜→水曜）
- 濱口優（よゐこ）（2020年3月 - 2025年3月、隔週月曜→火曜）

#### コーナー進行 （金曜日「One Dish」）
- 坂本昌行 (V6、20th Century) (2012年4月2日 - 2023年3月31日)

#### コーナー進行（金曜日「中山優馬のゆウマイごはん」）
- 中山優馬

#### サロンマネージャー
- 松本伊代
- 小俣雅子
- 城ヶ崎祐子
- 中田エミリー
- 香坂知守子
- 城之内早苗
- 片岡安祐美

## タイムテーブル

### 2024年4月1日から
- 重大事件・事故発生時や番宣の関係でゲストが出演する場合など、編成・構成上の都合や番組自体の短縮版の放送等で番組内容やコーナー開始時間が変更または休止となることがある。

※●は月3回程度放送。
※△は月1回放送。
| 時間       | 月曜日                                         | 火曜日                                         | 水曜日                                         | 木曜日                                         | 金曜日                                         |
| ---------- | ---------------------------------------------- | ---------------------------------------------- | ---------------------------------------------- | ---------------------------------------------- | ---------------------------------------------- |
| 09:50      | オープニング                                   | オープニング                                   | オープニング                                   | オープニング                                   | オープニング                                   |
| 09:51頃    | NONSTOP!タブロイド                             | NONSTOP!タブロイド                             | NONSTOP!タブロイド                             | NONSTOP!タブロイド                             | NONSTOP!タブロイド                             |
| 10:05頃    | 今週のハツモノQ                                | ナナメ上↗調査団                                | オススメ!ランキンガー                          | お値段あてまSHOW いただき!ハウマッチ           | NONSTOP!サミット                               |
| 10:15頃    | 今週のハツモノQ                                | やってみる。                                   | オススメ!ランキンガー                          | お値段あてまSHOW いただき!ハウマッチ           | NONSTOP!サミット                               |
| 10:20頃    | 行きつけ教えます!                              | やってみる。                                   | 虻ちゃんのこれからベタ旅● 沼から来た△          | サイコロ飯                                     | NONSTOP!サミット                               |
| 10:30頃    | 行きつけ教えます!                              | やってみる。                                   | 虻ちゃんのこれからベタ旅● 沼から来た△          | サイコロ飯                                     | One Word ～大切にしている言葉～                |
| 10:35頃    | 行きつけ教えます!                              | NONSTOP!ESSE 【笠原将弘のおかず道場】          | 虻ちゃんのこれからベタ旅● 沼から来た△          | サイコロ飯                                     | One Word ～大切にしている言葉～                |
| 10:40頃    | 行きつけ教えます!                              | NONSTOP!ESSE 【笠原将弘のおかず道場】          | NONSTOP!ESSE 【おうちで世界ごはん】            | サイコロ飯                                     | One Word ～大切にしている言葉～                |
| 10:45頃    | 行きつけ教えます!                              | NONSTOP!ESSE 【笠原将弘のおかず道場】          | NONSTOP!ESSE 【おうちで世界ごはん】            | サイコロ飯                                     | NONSTOP!ESSE 【中山優馬のゆウマいご飯】        |
| 10:50頃    | TEA TIME LIVE せきららスタジオ                 | TEA TIME LIVE せきららスタジオ                 | TEA TIME LIVE せきららスタジオ                 | TEA TIME LIVE せきららスタジオ                 | NONSTOP!ESSE 【中山優馬のゆウマいご飯】        |
| 11:00頃    | （フジテレビ平日午前テレビショッピング枠）     | （フジテレビ平日午前テレビショッピング枠）     | （フジテレビ平日午前テレビショッピング枠）     | （フジテレビ平日午前テレビショッピング枠）     | （フジテレビ平日午前テレビショッピング枠）     |
| 11:18.30頃 | せきららボイス                                 | せきららボイス                                 | せきららボイス                                 | せきららボイス                                 | せきららボイス                                 |
| 11:19.00   | せきららボイス                                 | せきららボイス                                 | せきららボイス                                 | せきららボイス                                 | せきららボイス                                 |
| 11:19.00   | 今夜放送する番組の予告CM                       |                                                |                                                |                                                |                                                |
| 11:21頃    | 天気予報                                       | 天気予報                                       | 天気予報                                       | 天気予報                                       | 天気予報                                       |
| 11:21頃    | せきららボイス                                 |                                                |                                                |                                                |                                                |
| 11:24.00   | 飛び降り（フジテレビ・長野放送以外のネット局） | 飛び降り（フジテレビ・長野放送以外のネット局） | 飛び降り（フジテレビ・長野放送以外のネット局） | 飛び降り（フジテレビ・長野放送以外のネット局） | 飛び降り（フジテレビ・長野放送以外のネット局） |
| 11:24.00   | エンディング                                   |                                                |                                                |                                                |                                                |
| 11:29.00   | 番組終了                                       | 番組終了                                       | 番組終了                                       | 番組終了                                       | 番組終了                                       |

## ネット局
- あくまでも全編ローカルセールス枠であるため、フジテレビ以外の通常時フルネットまたは11:24に飛び降りる形での同時ネットで放送する局であっても、編成の都合により臨時非ネットとする場合がある[注 20]一方で、通常時非ネットとする局が有事・緊急時による報道特番扱いまたは特別編成実施時を中心に臨時にフルネットまたは前述の飛び降りでの同時ネットあるいは一部時間帯のみ部分ネットで放送する場合がある。
- ネット局では番組（ネット）送出で時刻表示を行っており、フジテレビと一部ネット局では天気ループも各局別（ローカル）送出で表示している。
- 一部のネット局での番組終了時刻が11:25となっている地域でも実際には番組編成上では、11:22頃の三上によるESSEの雑誌紹介と年間購読に関する告知の直後（11:24）で放送終了（飛び降り）となる。

2025年2月現在
| 放送対象地域   | 放送局                    | 系列                                         | ネット開始日    | 放送時間                                         | ネット状況                                                       | 備考 |
| -------------- | ------------------------- | -------------------------------------------- | --------------- | ------------------------------------------------ | ---------------------------------------------------------------- | --- |
| 関東広域圏     | フジテレビ（CX）          | フジテレビ系列                               | 2012年4月2日 -  | 月曜 - 金曜 9:50 - 11:30                         | フルネット                                                       | 【制作局】 |
| 長野県         | 長野放送（NBS）           | フジテレビ系列                               | 2012年4月2日 -  | 月曜 - 金曜 9:50 - 11:30                         | フルネット                                                       | - 以前は11:24飛び降りで、飛び降り後は、自社制作番組『暮らしのターミナル』を放送していたが、2023年9月29日を以て終了。同年10月2日から全曜日フルネットになった。 - 但し、金曜19:00から自社制作番組『NBSフォーカス∞信州』を放送する場合は、その予告を放送するため11:19に飛び降りる事があった。2024年4月以降は該当例がまだ無いため未定。 |
| 岩手県         | 岩手めんこいテレビ（mit） | フジテレビ系列                               | 2012年4月2日 -  | 月曜 - 金曜 9:50 - 11:25                         | 同時ネット （11:24飛び降り）                                     | - 2022年4月4日から再度全曜日11:24飛び降りに変更。 - 2021年4月5日から月曜・火曜のみフルネットへ移行。 - 水曜 - 金曜のみ飛び降り後は、自社制作番組『8っぴーインフォ』を放送。 - 2021年4月2日までは全曜日11:19飛び降り。 |
| 宮城県         | 仙台放送（OX）            | フジテレビ系列                               | 2012年4月2日 -  | 月曜 - 金曜 9:50 - 11:25                         | 同時ネット （11:24飛び降り）                                     | - 祝日は祝日編成等で、臨時非ネットとする場合がある。 - 飛び降り後は、自社制作番組『MiMiよりマーケット』を放送。 |
| 秋田県         | 秋田テレビ（AKT）         | フジテレビ系列                               | 2012年4月2日 -  | 月曜 - 金曜 9:50 - 11:25                         | 同時ネット （11:24飛び降り）                                     | - 2019年9月29日 - 2022年9月30日は金曜のみ非ネットに変更したが2022年10月7日より金曜のネットを再開。 - 飛び降り後は、自社制作番組『ぽちぱch』を放送。 - 2019年9月29日 - 2022年9月30日の金曜ははローカル情報番組『Catch up marimari+』を放送。                                                                                         |
| 福島県         | 福島テレビ（FTV）         | フジテレビ系列                               | 2012年4月2日 -  | 月曜 - 金曜 9:50 - 11:25                         | 同時ネット （11:24飛び降り）                                     | - 2023年10月2日から月曜のネットが開始され、全曜日11:24飛び降りに変更。 - 飛び降り後は、『福テレてんき』（11:19 - 11:20）、『スマイルプラス』を放送。 - 2019年4月3日から2020年9月25日までは月曜 - 水曜は非ネット・木曜･金曜は11:19飛び降り、2020年9月29日から2023年9月29日までは月曜は非ネット・火曜 - 金曜は11:19飛び降り。         |
| 新潟県         | NST新潟総合テレビ（NST）  | フジテレビ系列                               | 2012年4月2日 -  | 月曜 - 金曜 9:50 - 11:25                         | 同時ネット （11:24飛び降り）                                     | - 飛び降り後は、自社制作番組『スマイルナビゲーション』を放送。 |
| 静岡県         | テレビ静岡（SUT）         | フジテレビ系列                               | 2012年4月2日 -  | 月曜 - 金曜 9:50 - 11:25                         | 同時ネット （11:24飛び降り）                                     | * 飛び降り後は自社制作番組『チョッと!いいタイム』を放送。 |
| 富山県         | 富山テレビ（BBT）         | フジテレビ系列                               | 2012年4月2日 -  | 月曜 - 金曜 9:50 - 11:25                         | 同時ネット （11:24飛び降り）                                     | - 飛び降り後は、自社制作番組『朝日フラッシュニュース』を放送。 |
| 島根県・鳥取県 | さんいん中央テレビ（TSK） | フジテレビ系列                               | 2012年4月2日 -  | 月曜 - 金曜 9:50 - 11:25                         | 同時ネット （11:24飛び降り）                                     | - 飛び降り後は、月曜・金曜は『ドレみる!?』、火曜 - 木曜は『ひるまえ えいっとくんハウス』を放送。 |
| 愛媛県         | テレビ愛媛（EBC）         | フジテレビ系列                               | 2012年4月2日 -  | 月曜 - 金曜 9:50 - 11:25                         | 同時ネット （11:24飛び降り）                                     | - 火曜 - 木曜のみ飛び降り後は、自社制作番組『イチ推し!』を放送。 |
| 高知県         | 高知さんさんテレビ（KSS） | フジテレビ系列                               | 2012年4月2日 -  | 月曜 - 金曜 9:50 - 11:25                         | 同時ネット （11:24飛び降り）                                     | - 飛び降り後は、月曜・水曜・木曜は『さんさんPickUp』、火曜は『アナ推し!』、金曜は『PickUpスペシャル』を放送。 |
| 鹿児島県       | 鹿児島テレビ（KTS）       | フジテレビ系列                               | 2012年4月2日 -  | 月曜 - 金曜 9:50 - 11:25                         | 同時ネット （11:24飛び降り）                                     | - 飛び降り後は、月曜 - 水曜・金曜は『ぽよチャンネル』、木曜は『鹿児島県内の天気』を放送。 |
| 沖縄県         | 沖縄テレビ（OTV）         | フジテレビ系列                               | 2012年4月2日 -  | 月曜 - 金曜 9:50 - 11:25                         | 同時ネット （11:24飛び降り）                                     | - 飛び降り後は、月曜 - 木曜は『ゆ〜タイム』、金曜は『くらしと経済』を放送。 |
| 岡山県・香川県 | 岡山放送（OHK）           | フジテレビ系列                               | 2013年1月7日 -  | 月曜 - 金曜 9:50 - 11:25                         | 同時ネット （11:24飛び降り）                                     | - 飛び降り後は、自社制作番組『OH!コレ』を放送。 |
| 長崎県         | テレビ長崎（KTN）         | フジテレビ系列                               | 2013年10月1日 - | 月曜 - 金曜 9:50 - 11:25                         | 同時ネット （11:24飛び降り）                                     | - 2020年4月6日から全曜日で再度11:24飛び降りに変更。 - 毎年8月9日の長崎原爆犠牲者慰霊平和祈念式典中継、毎年10月7日の長崎くんち中継が平日と重なった場合は各々臨時非ネットとする。 - 飛び降り後は、自社制作番組『プチまる!』を放送。 - 2020年3月27日までは全曜日でフルネット。                                                         |
| 北海道         | 北海道文化放送（UHB）     | フジテレビ系列                               | 2014年3月31日 - | 月曜 - 金曜 9:50 - 11:25                         | 同時ネット （11:24飛び降り）                                     | - 飛び降り後は、月曜は『8チャン!みちゅバチ』、火曜は『FumuFumu』（第1週・第3週）・『ビジネスフラッシュ』（第2週・第4週）、水曜 - 金曜は『みんテレpresentsあらっ、やだお得!』を放送。 |
| 石川県         | 石川テレビ（ITC）         | フジテレビ系列                               | 2025年1月6日 -  | 月曜 - 金曜 9:50 - 11:25                         | 同時ネット （11:24飛び降り）                                     | - 飛び降り後は自社制作番組『イチ推し#ハッシュタグ』を放送。 |
| 山形県         | さくらんぼテレビ（SAY）   | フジテレビ系列                               | 2012年4月2日 -  | 月曜・火曜・木曜・金曜 9:50 - 11:25水曜 非ネット | 月曜・火曜・木曜・金曜 同時ネット （11:24飛び降り）水曜 非ネット | - さくらんぼテレビの編成の都合で、水曜日以外でも臨時非ネットとする場合がある。 |
| 福井県         | 福井テレビ（FTB）         | フジテレビ系列                               | 非ネット        | 非ネット                                         | 非ネット                                                         | - 2024年10月23日から同年11月1日までフルネットで放送。 |
| 中京広域圏     | 東海テレビ（THK）         | フジテレビ系列                               | 非ネット        | 非ネット                                         | 非ネット                                                         | - 同時間帯はローカル情報番組『スイッチ!』（9:50 - 11:14）・『お天気レーダー』（11:14 - 11:15）・『いちばん本舗』（11:15 - 11:25）を放送。 |
| 近畿広域圏     | 関西テレビ（KTV）         | フジテレビ系列                               | 非ネット        | 非ネット                                         | 非ネット                                                         | - 同時間帯はローカル情報番組『ごきげんライフスタイル よ〜いドン!』（9:50 - 11:15）・『よ〜いドン!plus』（11:15 - 11:19）・『買物生活ほんでなんぼ?』（11:19 - 11:25）を放送。 |
| 広島県         | テレビ新広島（TSS）       | フジテレビ系列                               | 非ネット        | 非ネット                                         | 非ネット                                                         | - 同時間帯はローカル情報番組『ひろしま満点ママ!!』を放送。 - 2022年1月現在は、中国・四国地方のフジテレビ系列局で唯一通常時非ネットとしている。 |
| 福岡県         | テレビ西日本（TNC）       | フジテレビ系列                               | 非ネット        | 非ネット                                         | 非ネット                                                         | - 同時間帯はローカル情報番組『ももち浜ストア』（月曜 - 木曜 9:50 - 11:15、金曜 9:50 - 11:25）を放送。 |
| 佐賀県         | サガテレビ（STS）         | フジテレビ系列                               | 非ネット        | 非ネット                                         | 非ネット                                                         | - 2015年10月12日から2019年3月29日までネット放送していた。 |
| 熊本県         | テレビ熊本（TKU）         | フジテレビ系列                               | 非ネット        | 非ネット                                         | 非ネット                                                         | - 同時間帯はローカル情報番組『英太郎のかたらんね』（9:50 - 10:50）を放送。 |
| 大分県         | テレビ大分（TOS）         | 日本テレビ系列 フジテレビ系列                | 非ネット        | 非ネット                                         | 非ネット                                                         | |
| 宮崎県         | テレビ宮崎（UMK）         | フジテレビ系列 日本テレビ系列 テレビ朝日系列 | 非ネット        | 非ネット                                         | 非ネット                                                         | - 同時間帯は月曜 - 木曜は九州朝日放送制作の『アサデス。7』（9:55 - 10:25）を、その後にローカル情報番組『NEWSmile』（月曜 - 金曜の11:25 - 11:45に放送。） |

### 放送時間の変遷
| 期間       | 期間       | 放送時間（日本時間）  |
| 期間       | 期間       | 月曜 - 金曜           |
| ---------- | ---------- | --------------------- |
| 2012.04.02 | 2013.03.29 | 9:55 - 11:30（95分）  |
| 2013.04.01 | 2024.03.29 | 9:50 - 11:25（95分）  |
| 2024.04.01 |            | 9:50 - 11:30（100分） |

### 重大ニュース・特別番組放送時の対応
- 番組開始前、あるいは放送中に重大事件・災害等が発生した場合は、番組の一部あるいは全編を関連ニュースに切り替えて放送する場合があり[注 36]、関連ニュースの重要度によっては本番組自体を全国ネットの「FNN報道特別番組」に差し替えて休止する場合もある。

- 2024年4月3日、台湾で発生したM7.7の地震により沖縄県に津波警報が発表され、関連のFNN報道特番に差し替えられたため、10:55からの短縮放送を実施した。この日に限り、関西テレビを始めとする非ネット局でも臨時ネットされた[14][15][16]。

### 放送休止
- 2024年10月29日 - 31日、各日ともに『MLBワールドシリーズ2024 ヤンキース×ドジャース』中継（9:00 - 11:50[注 37]）を放送のため休止。

## スタッフ
- ナレーター：藤原和博、生野陽子（月）、松村未央（火）、鈴木唯（水）、斉藤舞子（木・金）
- TD／SW：村川正晃、伊藤義明
- カメラ：伴野匡、堀田香菜美、瀬田学、八柄哲
- 音声：村脇昭一、久馬邦一、和田啓之、藤橋浩司郎
- VE：野瀬かおり、原由樹、鈴木翔、若宮美歩、仙波幸恵、中島武士、大嶋彩花、北村智宏
- 照明：fmt（2013年7月1日から、2012年6月28日までFLT）
- 音響効果：星川秀一（fro-less）、無盡弘昭・斉藤宏之・手塚正志・村上嘉康（以上第一音響）
- 技術協力：共同テレビ、インターナショナルクリエイティブ、デジデリック
- 美術P：古川重人
- デザイン：小濱まほろ
- アートコーディネーター：鈴木真吾、佐野奈緒美、小野秀樹、大村光之、徳永法子、西嶋友里、坂下菜桜、谷元沙紀（谷元→一時離脱→復帰）
- 大道具：中本晃幸
- アクリル：犬塚健
- 電飾：須藤希
- 電子タイトル：タイトルアート
- CGデザイン：三谷晋平
- イラスト：サダタロー（金）
- CG：野々上僚江（以前は不定期）、久万由樹子、松本美咲
- データ放送：大土橋望
- 校正：尾下滋夫、浅間匠
- コーナー協力：
  - NON STOP ESSE：吾妻聖子（不定期、以前は毎日）、川上大幾、永井洋之、齋藤思優、岡田憲明、天沼功樹、平林淳
  - いいものプレミアム：上野和彦、竹里有希乃、三浦貴央、杉山武士、水野潤、後関玲子、平林淳、大石興士郎、能島敬子、谷口真樹子・二井美沙子・越智美里・葛田真也・児玉智彦・倉田宙弥・嵯峨山聡太・中井弘樹・永田有・齋藤仁美・池田大貴（以上ディノス）
- 協力：シオプロ、共同テレビ、洒落Sharaku、MEYER（マイヤージャパン）、geo product（宮崎製作所）、LE CREUSET（ル・クルーゼジャポン）（月・水・金）、BRAISE（月）、D:COMPLEX（水・金）、Videlicio.us、ボイスノート（金）
- TK：草野麻里、中里優子、荒井順子、水野久美、船木玉緒
- デスク：田中万貴、矢方美奈子
- AD：安部勇輝、安藤優作、鈴木裕太、野下希、嶋田くるみ、井置鈴香、渡邊美響、梅山康晴、石原春佳、佐藤明音、髙橋琉翔、保坂康介、今川勇太朗（月）、岸本祐佳（以前は水）、勝部結衣、山口詩乃、小林真世、工藤大樹、井上周斗、山本美香、安土茉那（火）、飯野翔太郎（以前は月→木→月）、安井秀人、佐々木里香、宮本亜依瑠、黒田廉（水）、望月椋太、渡邊美響、石川一正、安藤麻倫（木）、岡本千春、兼武友理亜、澤田歩実、竹内涼馬、滝本真莉（金）
- AP：信田枝里（以前は月AD）
- 木曜D/FD：備前真悟（金、以前は火→月AD→金FD兼務→月D→一時離脱）
- FD：加用裕紀（月〜木、以前は月〜木→月・火）
- 構成：石津聡（月・水）、我人祥太（火）、福岡ナヲト（木）
- ディレクター：今井伸子（以前は木→一時離脱→月→火）、栗坪隆平（以前は火曜日D→月曜日PD）（複数曜日）、木村雄太、三浦友広（以前は火D）、上村直人、石井将、和部幸乃、中村洋平、下山美智子、石本優海（以前は木→月→火→水→木曜AD）、小林裕季子（以前は火D→一時離脱）、菊池竜郎、小嶋武尊（以前は月AD）、石川恵理南、平塚菜月、松下創、松下愛実（松下愛→以前は月AD）（月）、平澤優貴（以前は火AD→D→月）、梅津香奈（以前は月→木AD→月D）、塚原和代、渡辺美千恵（以前は金D）、泉水ひとみ（以前は火AD→一時離脱）、林健太郎、三浦友広、杉山貴裕（火）、岡真夕、中川美希（以前は水AD）、中島敏弘、三雲博仁（以前は月D→一時離脱）、水谷和矢（水）、前田洋（以前は火D→木→火D）、山田圭祐、遠藤孝之（以前は水→火D）（木）、佐久田真由美（一時離脱）、安達綾子、早川もも（以前は金曜AD）、徳竹陽介、泉水ひとみ、鈴木敦子（以前は月曜AD）、河瀬晋悟（金）
- 演出監修：吉崎真理（月〜木）、椎葉宏治（金曜日、以前は月〜木→毎日演出監修、金PD→一時離脱）
- PD：赤池新吾、斎藤友彦、石井将（月）、長澤茜（以前は水D）、小松雄大（以前は火D）（火）、中内清仁、蔵田幹夫（水）
- プロデューサー：武藤嘉仁、松島志保（一時離脱→AP）、高橋光紀（武藤・高橋→2022年12月頃 - ）（毎日）、高杉祐一（2021年4月頃 - 2025年3月頃まで月・火・木曜演出/金曜P）、湯瀬裕志（月、水曜日D→金曜日FD→火曜日PD→水曜日→月曜日D→一時離脱）、荒木千尋（以前は金P→PD→P・演出）
- 演出：小野寺譲二（2025年4月頃 - 、以前は木曜PD）、伊藤渉（2025年4月頃 - 、以前は2020年10月頃 - 2025年3月頃、月〜木曜プロデューサー・演出/金曜プロデューサー）
- チーフプロデューサー：小出和平（2024年7月 -、 以前は火曜日D→火曜日PD）
- 制作協力：NEXTEP
- 制作：フジテレビ スタジオ戦略本部第2スタジオ・コンテンツ戦略本部コンテンツ投資戦略局
- 制作著作：フジテレビ

### 過去のスタッフ
- ナレーター：倉田大誠、関口伸（月・火）、石本沙織（月・火）
- 構成：須平敦宣、星野さやか、大賀広道（月）、山田美保子（木）、須平敦宣、星野さやか、下田雄大（金）
- TD/SW：大嶋徹
- カメラ：石井友幸、村野哲也、磯前裕之、丸山敬紀
- VE：神宮みほ、高垣俊宏、佐藤光、原田昌宏、岡部菜穂子、吉田崇、磯沼亮太、松吉英明、富田祐介
- 技術協力：スタジオヴェルト
- 美術P：小林剛浩、古江学
- デザイン：邨山直也[17]
- 美術進行：藤城悠香、荻原美樹雄、石田博己、西村貴則
- アートコーディネーター：鈴木あみ、伊藤則緒、太田菜摘、塩谷達郎（太田・塩谷→以前は美術進行と表記）
- 大道具：浅見大
- 電飾：後藤佑介、桑島亮太
- ロゴデザイン：レザイ美樹[18]
- CG：金塚真吾、山田幸枝、大塚順子、井原嵩智、内田匠（内田→毎日）、本橋伶奈（以前は4曜日）、佐藤悠乃、細川珠鈴（毎日）
- データ放送：大土橋望
- 校正：今村俊徳、小峰理絵、戸田真理子、本田辰也、原逸郎、後藤正道、和気亜希子
- 企画コーナー構成（水）：西秀進
- コーナー協力：
  - NON STOP ESSE：北條とも子、羽柴憲一（北條・羽柴→木）、田村直樹、松崎光洋、海野友梨、岡田雅世、舟見泉、大谷一生、若松芳行
  - いいものプレミアム：大角肇、安達真実、岩渕純一、源田陽介、林芳昌、渡辺ひろみ、三澤真/山崎太次郎・永田有・日比野真・垣東洋平・佐藤宏一・小林真由・岡田真悠子・鶴井亜矢子・村田奈津美・境きよら・児玉智彦・岸幸希・神保美喜代・森本紗梨・池田大貴・久保田淳志・高橋圭佑・寺沢薫・齋藤仁美（山崎以降→ディノス）
- 協力：LLPプラモ、SPARKLE[注 38]、ジッピー・プロダクション（木）
- 編成：大辻健一郎、小室俊一、藤井修、村上正成
- 広報：齋藤淳
- デスク：二宮麻紀
- AD
  - 月曜日：佐藤義幸、山田剛志、橋本優希、野田拓朗、平田祐介、大曽根海、土澤恒亮、滝川和輝、脇田悠(優)哉（脇田→以前は木曜日AD）、村上寧々、山下肇
  - 火曜日：杉本千紘、田中十萌、植竹夏生、鈴木優菜、木下和俊（木下→以前は月曜日AD）、天社優太、藤谷太紀（藤谷→以前は火曜日→水曜日AD）、櫻井浩介（櫻井→以前は月曜日AD）、八巻いくみ、本多祐介、岡田雅貴（岡田→以前は木曜日AD）、澤田愛実、町田伸太郎（町田→以前は水曜日→木曜日AD）、笹本亜澄香、美浪健五
  - 水曜日：遠藤駿、佐々木博喜、藤谷太紀、田中喬陽、上野竜文、新田祐史、八谷留衣、上岡瑞季、岡山将大、磯貝愛実、内田淳、小金沢峻弥、蓑野由季、町田伸太郎（町田→以前は水曜日→木曜日→火曜日AD）、龍井ななみ
  - 木曜日：葛原義徳、藤倉沙弥佳、佐藤康弘、杉本千紘、石川優樹、栗原悠太郎、遠藤優、榎本萌菜（榎本→以前は木曜日→月曜日AD）、廣部聖子
  - 金曜日：吉田大光、畠腹隆太、植木香保瑠、上野美雪、多賀慎之介、久貝里奈（久貝→以前は月曜日AD）、松本樹、王祐莉
- AP：浅野真紀子
- FD：齋藤由和（金曜日）
- ディレクター
  - 月曜日：田中良和、尾谷亜貴崇、鈴木麻衣子、小松崎真彦、占部暁子、佐藤康弘、伊東直人、渡邊智哉、安田真弓、服部縫奈、前田信忠、神垣光、水津敏志哉、村松遊介（村松→以前は火曜日→水曜日D）、陸田優斗
  - 火曜日：光田紀世、佐藤哲士、園田大輔、高巣真樹、田中雄大、渡邊智哉、斎田悠、古橋大輔、服部縫奈、星佑紀（星→以前は水曜日D）、輪遠理恵、山本雄太（山本雄→以前は水曜日D）、河瀬晋悟（河瀬→以前は金曜日D→一時離脱）、高森有希（高森→以前は月曜日D、水曜日D）、小山智憲、椎葉佐都子（椎葉→以前は月→火曜日D→火・木曜日D兼務）、吉田健司（以前は水・木曜日FD兼務→月曜日D）、上田剛士、玉置智之
  - 水曜日：葉賀真嗣、池浦正隆、武笠恵子、篠崎実希、服部縫奈（菜）、坂本健一郎、澤田和平、渡邊修一（渡邊→以前は月曜日D→火曜日PD→水曜日PD）、杉本千紘（以前は木曜日ADなど）、倉橋雄亮（担当しない回あり）、豊村奈緒美（以前は木曜日AD→D）、高橋宏美、岡本勝司、山本雄大、大串利一（大串→以前は水曜日→月曜日D）、近藤隆（近藤→以前は月曜日D）、小山隆宏、中村順（中村→以前も水曜日→一時離脱）、花木現（以前は火曜日D→一時離脱）、岩崎美登里（以前は月曜日→火曜日→月曜日AD）、伊藤高史
  - 木曜日：東海林明、柴田幸典、長原竜也、谷真寿雄、服部縫奈、武藤由華、古本世志人、大山翔司、番場恵美子、井上貴詞、森恒也（森→以前は金曜日→月・木曜日D）、伊井拓峰（以前は金曜日AD）、塚田光信、鵜沢幸生、板垣勇太郎、小林浩、下山美智子（下山→水→木→月曜日AD→火曜日D→一時離脱）、田﨑万紀子、藤田幹夫
  - 金曜日：天野雄太、高橋恵理香、服部縫奈、坂本耕司、久末堅二（久末→以前は火曜日D）、二木まさ美、天田小百合、林洋平、温井精一（温井→木曜日PD兼務）、中川実向子（中川→以前は月曜日D→一時離脱）、橋本香奈子、上原梨奈（上原→以前は金曜AD）
- PD：小林雄大（以前は木D）（月曜日）、菅原和香子（火曜日、以前は月曜日担当）、渡邊美香、柏原奏、舟津大雄（舟津→以前は月曜日D）、関口渉（以前は月曜日→水曜日D）、相澤衆（以前は月曜日→火曜日D→一時離脱→水曜日D兼務）（水曜日）、温井精一（温井→金曜日D兼務以前は木曜日FD→火・金曜日D）、薮田望（以前は木曜日D）（木曜日）、杉山貴裕、木原剛志（木原→以前は金曜日D）（金曜日）
- チーフディレクター：高橋龍平（以前は、総合演出・木曜はPD兼務）
- プロデューサー：松井信樹、秋月里江子、須藤景子、磯島康郎、尾崎康子（尾崎→以前は月曜日）、臼田玄明（臼田→以前は月・火曜日）、池田匡夫（以前は毎日担当→月・火曜日）、成田隆廣（2020年3月頃 - ）、渡辺祐宏（以前はAP→P、一時離脱）、石井亜実（以前は月～水・金P）、成田一樹（2022年4月頃 - ）（毎日）、小津美和（小津→月曜日、以前は水曜日PD）、池田綾子（池田→火曜日）、松村隆（水曜日、以前は木曜日）、古松俊哉（木曜日）、若林美樹、石川綾一（金曜日）／田本紀子（NONSTOP! ESSE）、高宮一徳（いいものプレミアム）
- 演出：永田香里（以前は月曜日→火曜日D→月曜日PD→演出・プロデューサー）
- 制作統括：原田冬彦（2020年10月頃  -2021年3月頃、2019年4月頃 - 2020年9月頃はプロデューサー）
- チーフプロデューサー：中村百合子、宮下佐紀子、大林潤、土屋健（土屋→2019年1月4日 -2022年6月、以前は毎日P）、平岡大二郎（2022年7月 - 2024年6月末、 2021年4月頃 - 2022年6月までP）
- 協力：パナソニック

## 歴代テーマ曲
| 期間                          | オープニング                                                      | エンディング                                                      | 備考 |
| ----------------------------- | ----------------------------------------------------------------- | ----------------------------------------------------------------- | --- |
| 2012年4月2日 - 2013年3月29日  | 元気ロケッツ 「Heavenly Star」                                    | エルヴィス・コステロ 「Smile」                                    | |
| 2013年4月1日 - 2013年11月1日  | 元気ロケッツ 「Heavenly Star」                                    | Ulrik Munther 「Tell The World I'm Here」                         | |
| 2013年11月4日 - 2016年9月30日 | 槇原敬之 「Life Goes On〜like nonstop music〜」 （Buppuレーベル） | 槇原敬之 「Life Goes On〜like nonstop music〜」 （Buppuレーベル） | CDのジャケットには司会の設楽が参加している。 |
| 2016年10月3日 - 現在          | 星野源 「Non Stop」 （SPEEDSTAR RECORDS）                         | 星野源 「Non Stop」 （SPEEDSTAR RECORDS）                         | 星野とバナナマンはプライベートでも交流があり、星野は毎年バナナマンのラジオ番組、「バナナマンのバナナムーンGOLD」（TBSラジオ）にて日村に対しバースデーソングを披露しているが、当楽曲は日村44歳のバースデーソングが基となっている。初放送以来長らく音源化されていなかったが、2020年に発売されたボックスセット『Gen Hoshino Singles Box "GRATITUDE"』の特典ディスク『IN GRATITUDE』に収録され、4年越しで音源がリリースされた。 |

## 問題となった放送内容
2017年6月6日、赤城乳業の品切れが続出している人気商品として「ガリガリ君 火星ヤシ味」を紹介したが、インターネット上の合成画像を鵜呑みにしたものであり、実在しない商品であったため、翌日7日に謝罪した。
2017年9月8日、放送倫理・番組向上機構（BPO）放送倫理検証委員会は当件と『ワイドナショー』で宮崎駿氏の事実でない引退発言集を紹介した件に関する委員長談話を発表。フジテレビに制作体制の見直しを呼びかけた。委員長談話の発表を受け、2017年9月15日放送回の中で山崎が談話を重く受け止め、それをスタッフ全員で共有し再発防止に務めるという内容のコメントを読み上げ謝罪した。